# Hyrum Smith
Hyrum Smith, né le 9 février 1800 à Tunbridge (Vermont), et assassiné le 27 juin 1844 à Carthage (Illinois), est un dirigeant religieux américain dans l'Église de Jésus-Christ des saints des derniers jours. Il est le frère aîné du fondateur de l'Église, Joseph Smith, avec qui il fut tué dans la prison de Carthage alors qu'ils attendaient de comparaître.

## Enfance
Hyrum Smith est né à Tunbridge (Vermont). Il est le second fils de Joseph Smith Senior et de Lucy Mack Smith.
Entre 12 et 15 ans, Smith fréquente brièvement la Moor's Charity School, dans le campus du Dartmouth College, tandis que sa famille vit à Lebanon (New Hampshire).

## Service dans l'Église
Smith était un conseiller proche et confident de son frère Joseph alors que ce dernier écrivait le Livre de Mormon et établissait l'Église du Christ. En juin 1829, Smith est baptisé dans le lac Seneca, à New York. Il fait partie des Huit Témoins (en), qui ont témoigné de l'existence des plaques d'or. Il a également déclaré avoir vu l'ange Moroni. Lorsque l'Église du Christ est organisée le 6 avril 1830, six hommes s'en déclarent membres fondateurs, parmi lesquels Hyrum Smith, leur doyen (alors âgé de 30 ans). Smith est le président d'une branche de l'église à Colesville (New York), et est l'un des premiers missionnaires saints des derniers jours dans la région environnante.

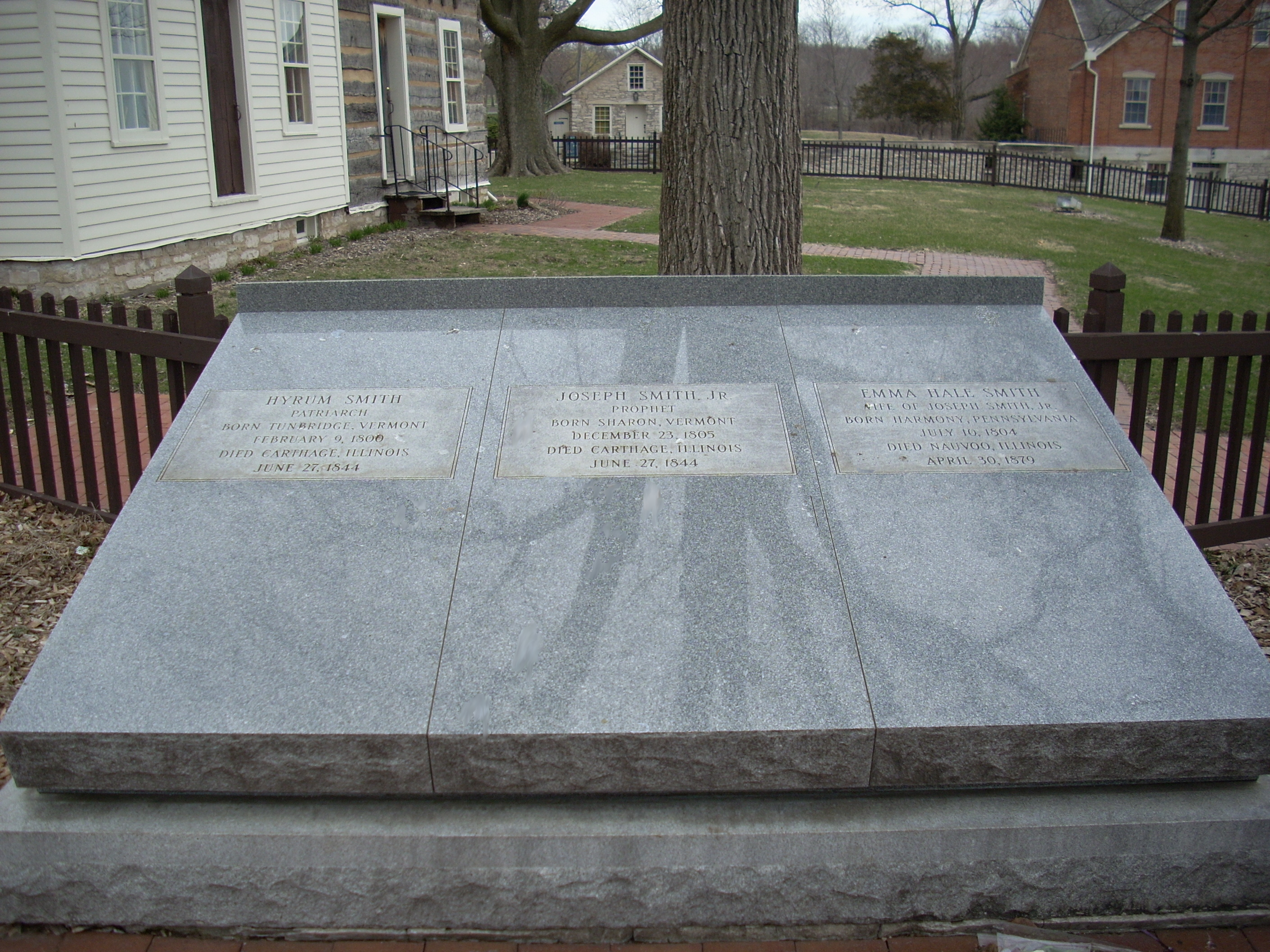
Les tombes de Joseph, Emma et Hyrum Smith.

Smith et sa famille suivirent les déplacements de l'Église et ses membres. En 1831, il s'établit à Kirtland (Ohio). Pendant ce séjour, il sert en tant que contremaître de la carrière fournissant de la pierre pour le Temple de Kirtland (en). Entre 1831 et 1833, il effectue des missions de prosélytisme au Missouri et dans l'Ohio. En 1834, sous la direction de Joseph Smith, il recrute des membres de l'Église pour organiser une milice, le Camp de Sion (en), et a voyagé avec le groupe pour venir en aide aux Saints des Derniers Jours au Missouri. Il est nommé deuxième conseiller dans la Première Présidence de l'église en novembre 1837. En 1838 et 1839, Hyrum, Joseph et trois autres dirigeants de l'église partagent une cellule de prison à Liberty (Missouri), en attendant leur procès.
Après avoir déménagé à Nauvoo (Illinois), Smith devient le Patriarche Président (en) de l'Église, une position d'abord occupée par son père, Joseph Smith, père. Il remplace également Oliver Cowdery en tant que Président Adjoint de l'Église. À ce titre, Smith agit en tant que Président de l'Église en l'absence de Joseph et est désigné pour être son successeur s'il était tué ou rendu incapable d'exercer son rôle. Bien qu'Hyrum Smith n'ait jamais été explicitement ordonné à l'office d'apôtre, "sa nomination en tant que président adjoint aurait pu inclure une telle autorité".

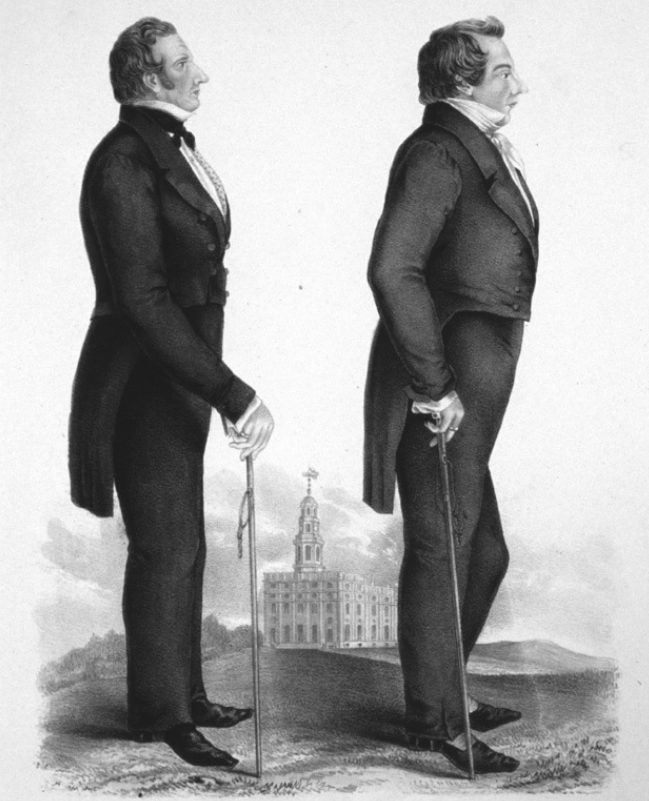
Hyrum (à gauche) avec son frère Joseph (à droite) dans les années 1840.

Lorsqu'ils sont avertis d'un possible danger, Joseph exhorte Hyrum Smith et sa famille à fuir vers Cincinnati. Hyrum refuse et, en 1844, voyage avec Joseph jusqu'à Carthage (Illinois), où tous deux sont inculpés sur les chefs d'émeute et de trahison. Joseph, Hyrum, John Taylor et William Richards (en) sont détenus en attendant leur procès dans une prison à Carthage. Le 27 juin 1844, le bâtiment est attaqué par une foule de soixante à deux cents hommes. Alors qu'il tente de barricader la porte pour empêcher la foule d'entrer, Hyrum reçoit un balle au visage, sur le côté gauche du nez. Après avoir vacillé en arrière, une autre balle tirée à travers la fenêtre le touche dans le dos, traverse son corps et atteintlsa montre dans sa poche de gilet. Alors qu'Hyrum Smith tombe par terre, il s'écrie : "Je suis un homme mort", avant de mourir. Taylor est touché par plusieurs balles mais survit avec l'aide de Richards. Joseph est touché par au moins deux coups de feu, s'exclame "O Seigneur, mon Dieu",, et tombe par une fenêtre du deuxième étage, à la suite de quoi on continue à lui tirer dessus.
Du fait qu'il était Président Adjoint, il est probable que Smith aurait succédé à son frère à la Présidence de l'Église de Jésus-Christ des saints des derniers jours s'il lui avait survécu.

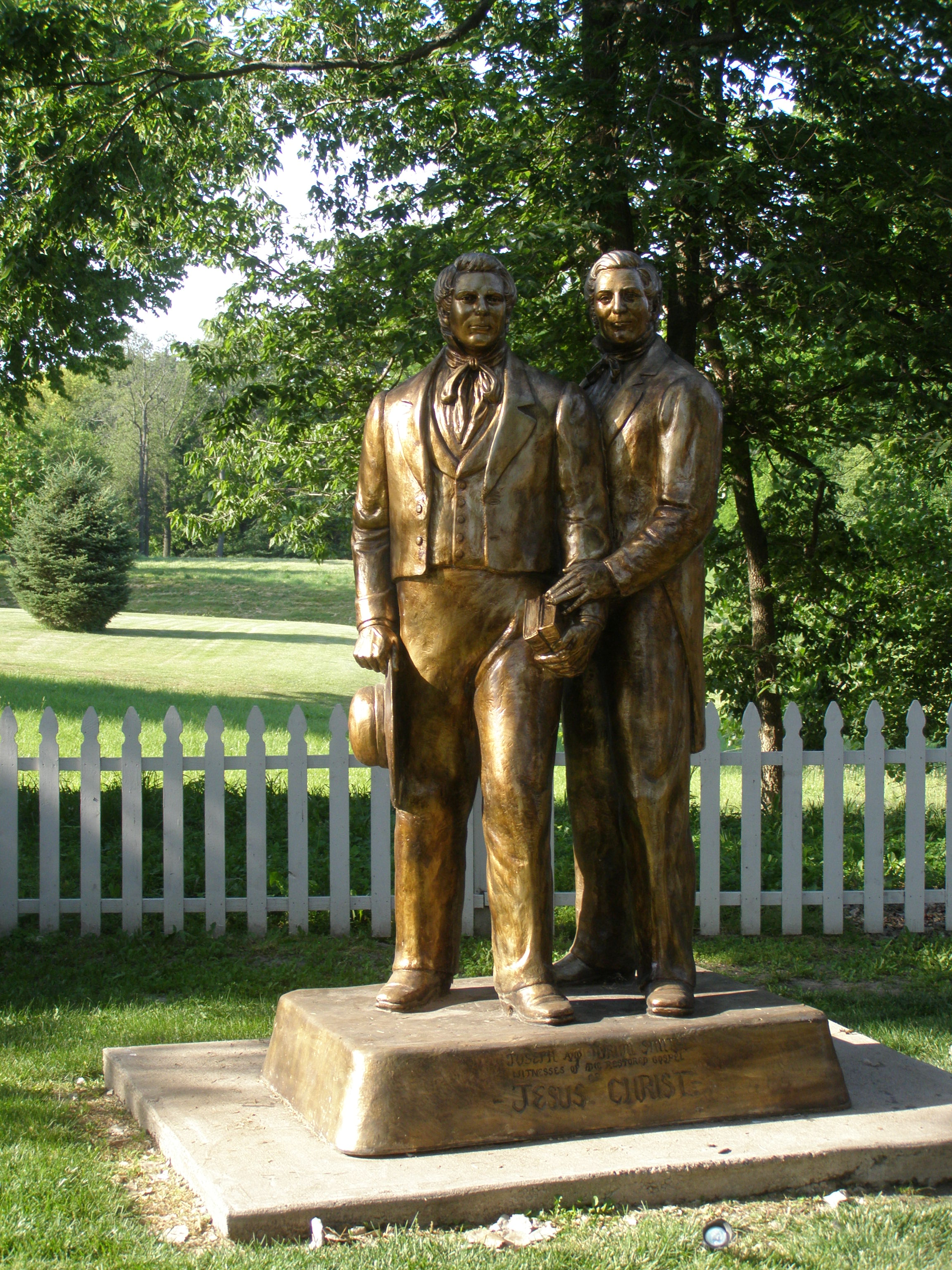
Statue de Joseph et Hyrum Smith à Nauvoo, Illinois

## Carrière politique
Smith était membre du conseil municipal de Nauvoo (Illinois). Au moment de sa mort, il était également candidat indépendant à l'Assemblée générale de l'Illinois.

## Femmes et enfants
Le 2 novembre 1826, il épouse Jerusha Barden (1805-1837) à Manchester (New York). Ils ont 6 enfants ensemble :
- Lovina Smith (16 Septembre 1827 – 8 Octobre 1876), qui marria Lorin Walker[7]
- Mary Smith (27 Juin 1829 – 29 Mai 1832)
- John Smith (22 Septembre 1832 – 6 Novembre 1911)
- Hyrum Smith (27 Avril 1834 – 21 Septembre 1841)
- Jerusha Smith (13 Janvier 1836 – 27 Juin 1912)
- Sarah Smith (2 Octobre 1837 – 6 Novembre 1876), qui marria Charles Emerson Griffin[8]

Le 24 décembre 1837, il épousa Mary Fielding Smith (en) (1801 - 1852). Ils eurent deux enfants :
- Joseph F. Smith (13 Novembre 1838 – 19 Novembre 1918)
- Martha Ann Smith  (14 Mai 1841 – 19 Octobre 1923)

En août 1843, il épouse et est scellé (en) à deux femmes plurales : Mercy Fielding Thompson, veuve de Robert B. Thompson (en) et soeur de sa femme Mary, et Catherine Phillips.

## Descendants
Les descendants de Smith jouèrent des rôles importants dans l'histoire l'Église de Jésus-Christ des saints des derniers jours (Église SDJ). Joseph F. Smith, fils de Mary Fielding Smith, servit en tant que président de l'Église de 1901 à 1918, de même que son fils Joseph Fielding Smith, de 1970 à 1972. 
Son fils aîné, John Smith (en), fut Patriarche Président (en) de l'Église de 1855 à 1911. Ses descendants occupèrent par ailleurs cette position de 1912 à 1932 puis de 1942 à 1979, lorsqu'elle fut définitivement abolie, et que celui qui la tenait alors fut nommé Patriarche emeritus (en). 
Melvin Russell Ballard, qui fut Président Suppléant du Collège des Douze Apôtres (en), était également un descendant direct de Smith.
En 1918, les descendants de Smith érigèrent un monument en son honneur dans le Cimetère de Salt Lake City (en).
En 2000, le nombre de ses descendants vivants est estimé à plus de 31 000.

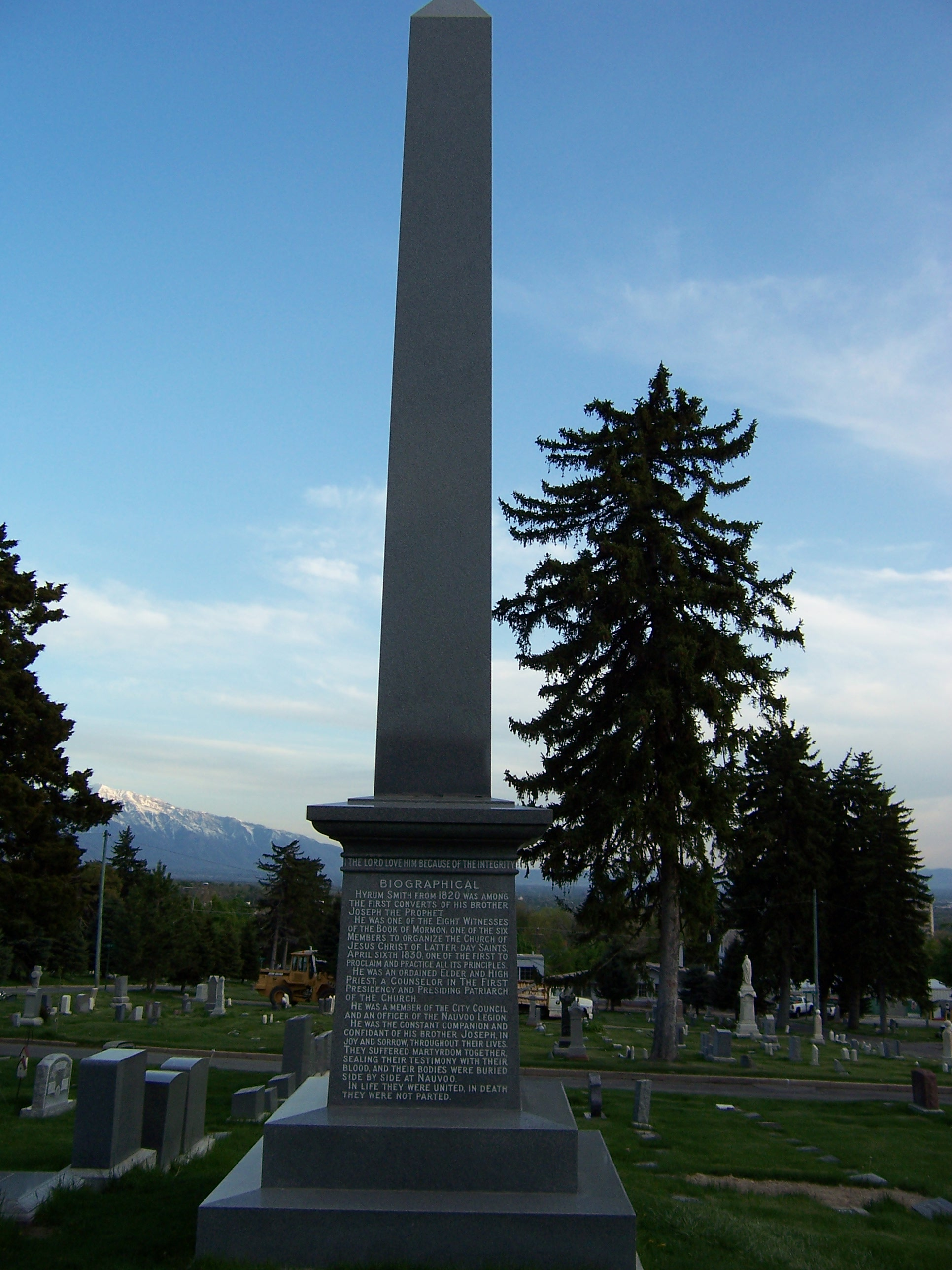
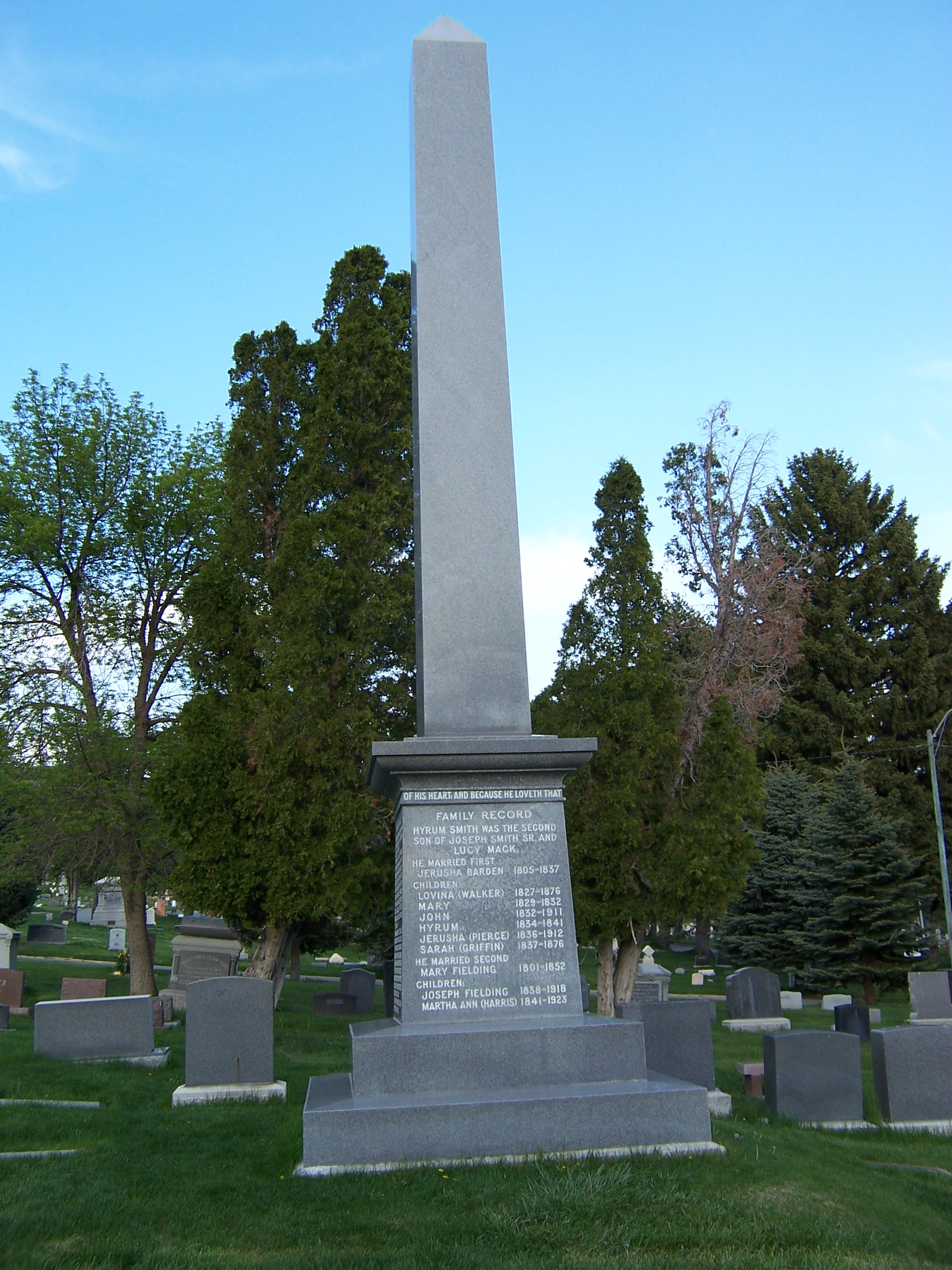
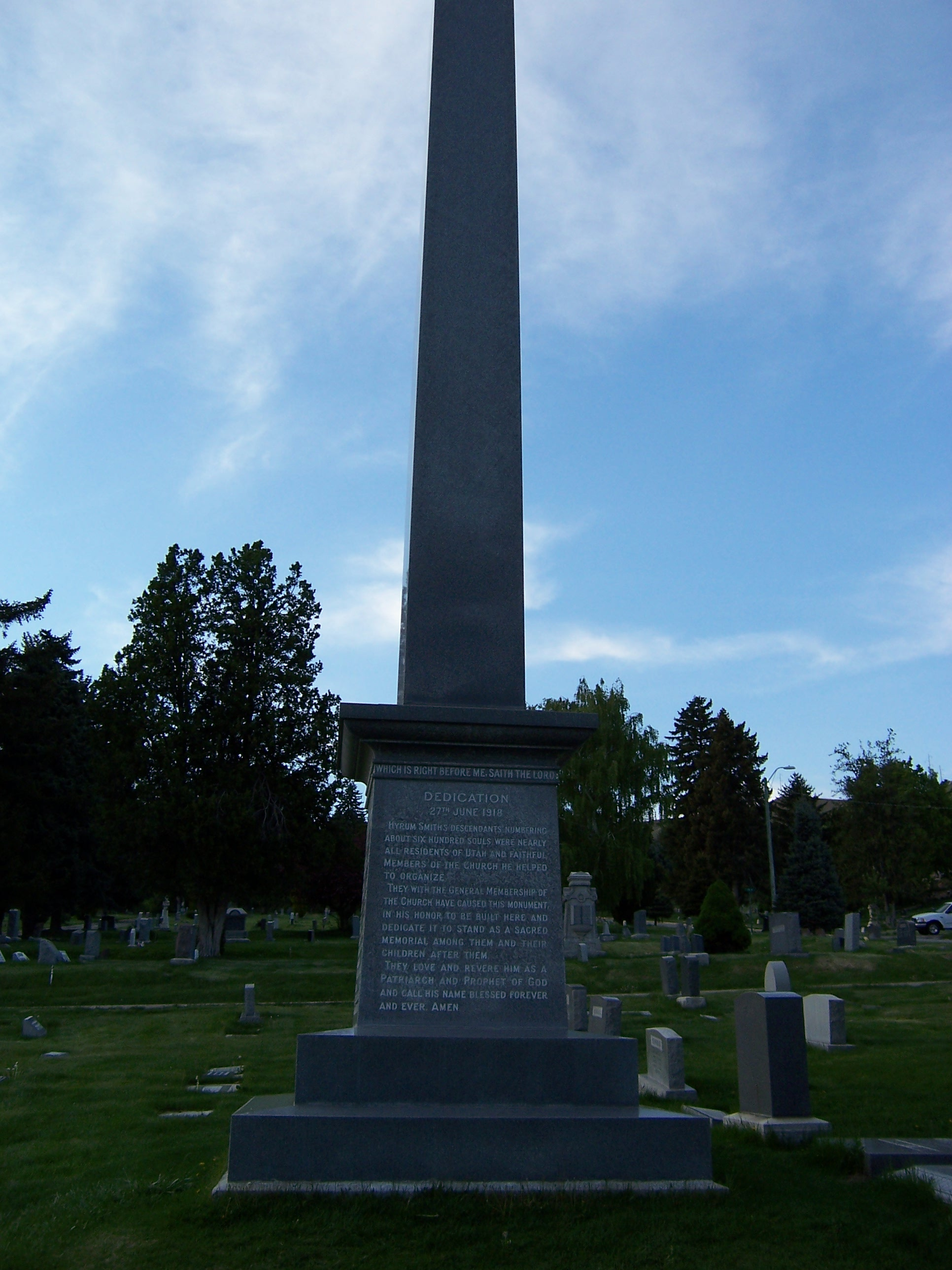
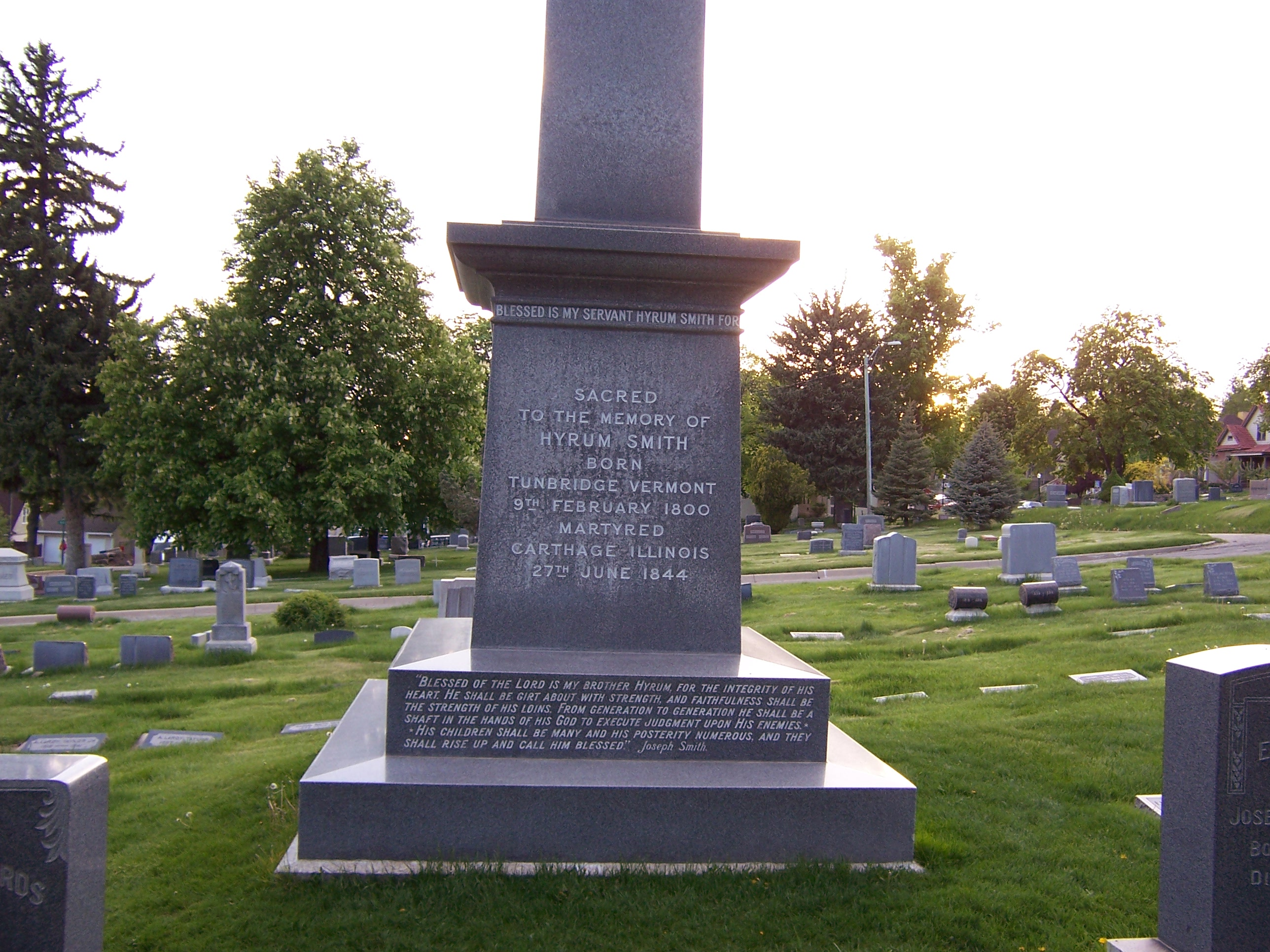